# فريدريك كليمنتس
فريدريك كليمنتس (بالإنجليزية: Frederic Clements)‏ هو عالم بيئة وعالم نبات وأستاذ جامعي وعالم أحياء أمريكي، ولد في 16 سبتمبر 1874 في لنكن في الولايات المتحدة، وتوفي في 26 يوليو 1945 في سانتا باربارا في الولايات المتحدة.

## وصلات خارجية
- فريدريك كليمنتس على موقع الموسوعة البريطانية (الإنجليزية)